# Sara Facio
Sara Facio (sinh ngày 18 tháng 4 năm 1932) là một nhiếp ảnh gia người Argentina. Bà được biết đến nhiều nhất vì đã chụp ảnh, cùng với Alicia D'Amico và nhiều nhân vật văn hóa khác nhau, bao gồm các nhà văn người Argentina Julio Cortázar, María Elena Walsh và Alejandra Pizarnik. Facio cũng là công cụ trong việc thành lập một nhà xuất bản cho công việc nhiếp ảnh ở Mỹ Latinh và để tạo ra một không gian triển lãm ảnh nổi bật ở Argentina.

## Tiểu sử
Facio được sinh ra ở Argentina vào năm 1932. Bà tốt nghiệp trường Escuela Nacional de Bellas Artes năm 1953. Sau đó, bà làm trợ lý cho Annemarie Henrich và bắt đầu chụp những bức ảnh của riêng mình vào năm 1957.
Năm 1960 Facio và Alicia D'Amico đã mở một studio chụp ảnh cùng nhau. Facio đồng sáng lập La Azotea với María Cristina Orive vào năm 1973. La Azotea là nhà xuất bản đầu tiên in sách ảnh ở Mỹ Latinh. Năm 1985, Facio thành lập F photorería của Đại tướng thành phố Teatro San Martín, nơi đã trở thành không gian triển lãm ảnh nổi bật nhất ở Argentina. Facio từng là giám đốc của phòng trưng bày cho đến năm 1998. [7] Năm 1996, Facio đã minh họa cho Manuelita, một tập thơ của Maria Elena Walsh. Một cuộc triển lãm lớn về tác phẩm của cô, được thực hiện từ năm 1972 đến 1974 và tập trung vào hiệu ứng mà Juan Domingo Perón đã có trên đất nước, đã được trưng bày tại Bảo tàng Nghệ thuật Latinoamericano de Buenos Aires (MALBA) năm 2018.
Tác phẩm của bà nằm trong bộ sưu tập của Bảo tàng Nghệ thuật Hiện đại (MoMA).